# Вюльєран
Вюльєран (фр. Vullierens) — громада  в Швейцарії в кантоні Во, округ Морж.

## Географія
Громада розташована на відстані близько 85 км на південний захід від Берна, 13 км на захід від Лозанни.
Вюльєран має площу 6,8 км², з яких на 6,5% дозволяється будівництво (житлове та будівництво доріг), 84,3% використовуються в сільськогосподарських цілях, 9,1% зайнято лісами, 0,1% не є продуктивними (річки, льодовики або гори).

## Демографія
2019 року в громаді мешкало 514 осіб (+23,9% порівняно з 2010 роком), іноземців було 19,3%. Густота населення становила 75 осіб/км².
За віковим діапазоном населення розподілялося таким чином: 21% — особи молодші 20 років, 62,8% — особи у віці 20—64 років, 16,1% — особи у віці 65 років та старші. Було 219 помешкань (у середньому 2,3 особи в помешканні).
Із загальної кількості 147 працюючих 37 було зайнятих в первинному секторі, 58 — в обробній промисловості, 52 — в галузі послуг.